# Речицька сільська рада (Столинський район)
Речицька селищна́ ра́да (біл. Рэчыцкі пассавет) — адміністративно-територіальна одиниця Столинського району Берестейської області Білорусі. Адміністративний центр — селище міського типу Річиця.

## Населені пункти
Населені пункти, що підпорядковувалися селищній раді станом на 2009 рік:
| Населений пункт   | Тип    | Населення, осіб (2009) |
| ----------------- | ------ | ---------------------- |
| Бухличі           | село   | 322                    |
| Верхній Теребежів | село   | 666                    |
| Вороні            | село   | 832                    |
| Копани            | село   | 108                    |
| Лісний            | селище | 49                     |
| Лютий Бор         | село   | 37                     |
| Нижній Теребежів  | село   | 459                    |
| Речиця            | смт    |                        |

## Населення
За переписом населення Білорусі 2009 року чисельність населення селищної ради становила 2473 особи.

### Мовний склад
Розподіл населення за рідною національністю за даними перепису 2009 року:
| Національність            | Осіб | Відсоток |
| ------------------------- | ---- | -------- |
| білоруси                  | 2344 | 94,78 %  |
| українці                  | 87   | 3,52 %   |
| росіяни                   | 18   | 0,73 %   |
| поляки                    | 12   | 0,49 %   |
| гагаузи                   | 5    | 0,20 %   |
| національність не вказана | 4    | 0,16 %   |
| литовці                   | 1    | 0,04 %   |
| узбеки                    | 1    | 0,04 %   |
| латиші                    | 1    | 0,04 %   |
| Разом                     | 2473 | 100 %    |